# 陸前高田市役所

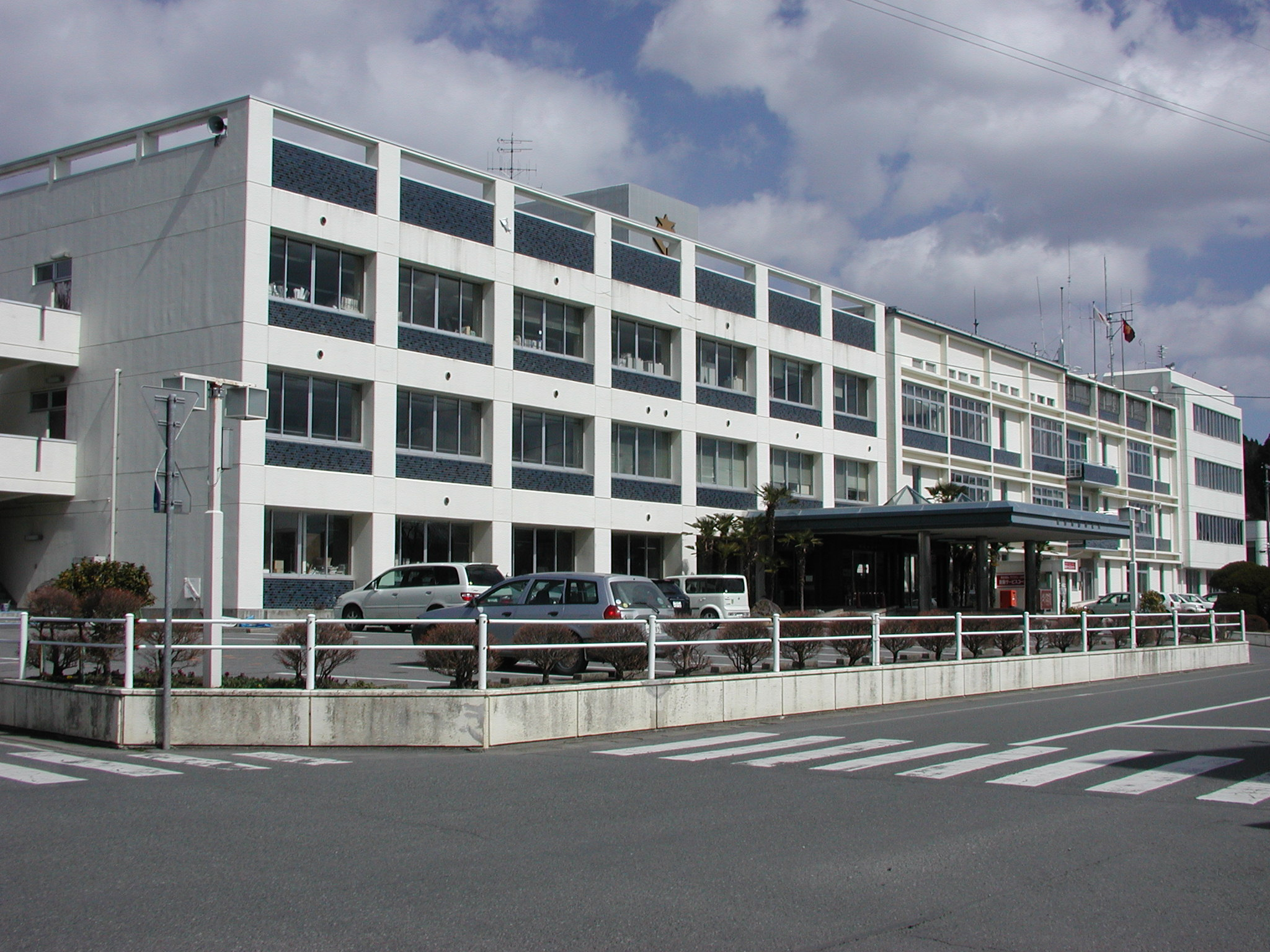
震災前の庁舎

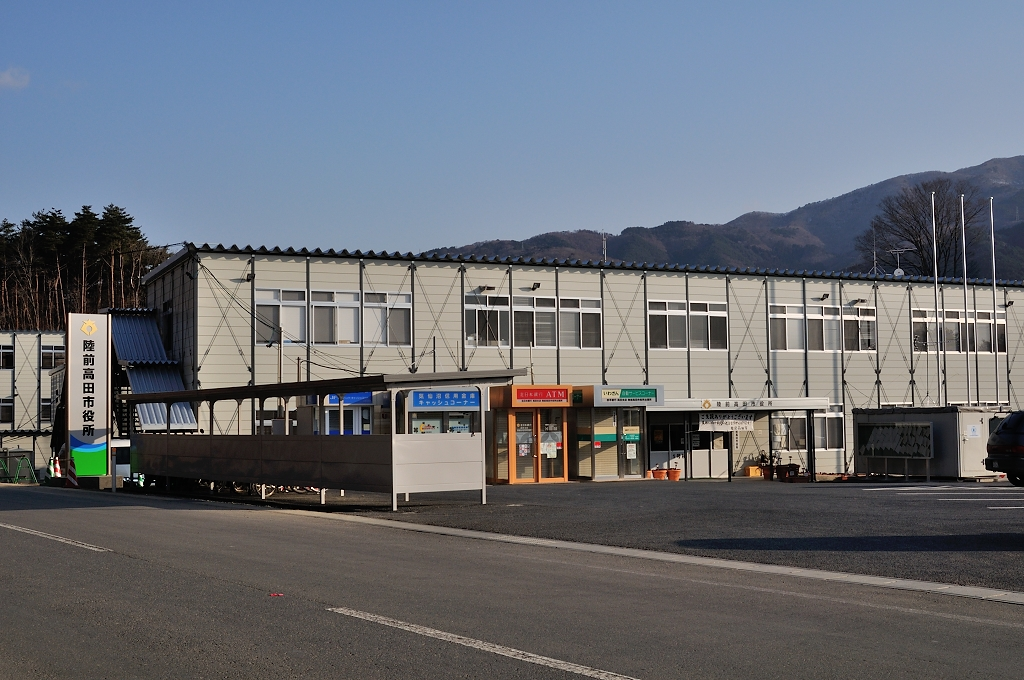
震災後、2021年4月まで使用されていたプレハブ仮庁舎

陸前高田市役所（りくぜんたかたしやくしょ）は、岩手県陸前高田市高田町に所在する、陸前高田市の行政執行機関としての事務を行う施設である。
2011年（平成23年）3月11日に発生した東日本大震災の津波により全壊し、同年5月より市内の高台に設置した4棟のプレハブ仮庁舎で業務を行っていた。2021年（令和3年）4月18日、旧庁舎より700メートル内陸側に現庁舎が完成し、5月6日より業務を開始した。

## 概要

### 現庁舎
所在地：岩手県陸前高田市高田町字下和野1番地
高田小学校が移転した跡地を海抜17 mにかさ上げして設置されている。鉄筋コンクリート造地上7階建て。備蓄倉庫を備え、災害時にも対応可能にしている。
新庁舎建設にあたり、設置場所の候補として「高田町の高台」「高田小移転跡地」「仮設庁舎と同じ場所」の3つが挙がっていた。高田小は震災時に津波で浸水している土地であり、2013年に実施された市民対象のアンケートでは「仮設庁舎と同じ場所」を望む意見が最多であったが、仮設庁舎の場所は土地確保や交通の安全面から本設庁舎の建設が困難であるとして、最終的に「高田小移転跡地」が選定された。

### 仮設庁舎
所在地：岩手県陸前高田市高田町字鳴石42-5
- 1号棟 - 会計課・税務課・総務課・財政課・市長室
- 2号棟 - 商工観光課・学校教育課・社会福祉課・健康推進課
- 3号棟 - 市議会
- 4号棟 - 農林課・水産課・都市計画課・建設課・復興対策局

### 旧庁舎
所在地：岩手県陸前高田市高田町字館の沖110
現在この場所にはJR大船渡線BRTの陸前高田駅がある。

## 沿革
- 1958年（昭和33年） - 旧庁舎が竣工[10]。
- 2011年（平成23年）
  - 3月11日 - 東日本大震災の津波により庁舎が全壊。職員111人が死亡[4]。
  - 5月16日 - プレハブ庁舎で業務再開。
- 2017年（平成29年）6月9日 - 新庁舎の位置が旧高田小学校移転跡地に決定[8]。
- 2021年（令和3年）
  - 4月18日 - 新庁舎完成[4]。
  - 5月6日 - 新庁舎で業務開始[5]。

## アクセス
- JR大船渡線BRT 陸前高田駅から北に約700 m
- 三陸沿岸道路 陸前高田インターチェンジから約1.7 km